# Reichsstraße 360
Als Reichsstraße 360 (R 360) wurde nach der Übernahme des Elsass in deutsche Zivilverwaltung im Jahr 1940 bis 1944 die als Reichsstraße behandelte Straßenverbindung bezeichnet, die vom Col de Sainte-Marie in den Vogesen im Verlauf der früheren französischen Route nationale 59 über Sainte-Marie-aux-Mines (Markirch)  nach Sélestat (Schlettstadt) und von dort weiter auf der heutigen Route départementale 424 nach Marckolsheim (Markolsheim) führte, wo sie an der durch das Elsass verlängerten Reichsstraße 9 endete.
Ihre Gesamtlänge betrug rund 28 Kilometer.